# اچ‌ام‌اس شوهام (ام۱۱۲)
اچ‌ام‌اس شوهام (ام۱۱۲) (به انگلیسی: HMS Shoreham (M112)) یک کشتی است که طول آن 52.5 m می‌باشد. این کشتی در سال ۲۰۰۱ ساخته شد.